# Million Dead
Million Dead – zespół założony w 2001 roku w Londynie, wykonujący muzykę z pogranicza rocka alternatywnego, punka i hardcore.

## Historia
Zespół powstał w połowie 2001 roku, kiedy Julia Ruzicka (bass) oraz Cameron Dean (gitarzysta) przybyli do Wielkiej Brytanii z Australii planując założenie zespołu. Spotkali się i zaczęli tworzyć teksty, jeszcze przed zwerbowaniem Bena Dawsona (perkusja), który był podwładnym Cammerona w sklepie muzycznym. To właśnie Ben zaprosił do projektu Franka Turnera - swojego starego znajomego, który śpiewał w różnych zespołach odkąd ukończył jedenaście lat. Nazwa zespołu pochodzi z tekstu piosenki "The Apollo Programme Was a Hoax" szwedzkiego zespołu Refused. We wrześniu 2001 roku zespół nagrał pierwsze demo i rozpoczął koncertowanie w Wielkiej Brytanii.
W ciągu następnego roku występowali jako support przed koncertami takich zespołów jak: Cave In, The Eighties Matchbox B-Line Disaster, The Icarus Line and Alec Empire. Pod koniec 2002 roku nawiązali kontakt z wytwórniami Integrity Records oraz Xtramile Recordings, w lutym 2003 wydany został pierwszy singel - Smiling At Strangers On Trains (teledysk do tej piosenki był bardzo rzadko emitowany w wersji nieocenzurowanej, zawierającej sceny przedstawiające człowieka w charakterystycznej, skórzanej masce masochisty jak również bezdomnego oddającego mocz do skrzynki pocztowej oraz na Deana). 
W kwietniu 2003 widziano ich w Mighty Atom Studios podczas nagrywania materiału do ich pierwszego albumu - A Song To Ruin, który ukazał się we wrześniu, niedługo po wydaniu drugiego singla - Breaking The Back oraz otrzymaniu nominacji do nagrody magazynu Kerrang! w kategorii najlepszy debiutant. Ich trzeci singel - I am the party był najczęściej słuchanym utworem według stacji MTV2. W grudniu rozpoczęła się trasa koncertowa promująca album A Song to Ruin, podczas której występowali jako główna gwiazda, wraz z supportującymi ich Jarecrew oraz Minus.
W roku 2004 pojawili się w Austin w Teksasie, podczas obchodów South by Southwest Festival oraz wyruszyli w trasę promującą nowy singel - I gave my eyes to Stevie Wonder, wydany siedemnastego maja. Cammeron opuścił zespół z powodu swojego małżeństwa, miejsce dawnego gitarzysty zajął Tom Fowler (poprzednio grający w zespołach Abjure oraz Pale Horse). Po serii letnich koncertów, w czasie których zaprezentowano wiele nowego materiału, pod koniec 2004 roku zespół rozpoczął pracę nad nowym albumem. Pisanie i nagrywanie trwało około ośmiu tygodniu, Harmony no Harmony został ostatecznie wypuszczony na rynek w 2005 roku, co zostało poprzedzone wydaniem singli Living The Dream w marcu oraz After The Rush Hour tuż przed wydaniem albumu.
Podczas trasy koncertowej w lutym 2005 roku ogłoszono, że nowy singel ukaże się we wrześniu. Podczas koncertu w Nottingham wokalista stwierdził, że jest "obecnie bezdomny" i poprosił tłum o wsparcie w postaci zakupu koszulek. W sierpniu za pośrednictwem oficjalnej strony zespołu ogłoszono rozpoczęcie prac nad wydawnictwem DVD zatytułowanym Schminstrument, płyta miała się ukazać jesienią. Obecnie jednak jej wydanie zdaje się być bardzo mało prawdopodobne.
We wrześniu 2005 roku na oficjalnej stronie zespołu ukazała się wiadomość o następującej treści: Niemożliwe do pogodzenia różnice wewnątrz zespołu uniemożliwiają kontynuowanie dalszej jego działalności, i tak w ogóle wolimy pozostawić dobrze wyglądające zwłoki. Nasze powody są osobiste. Swój ostatni koncert zagrali podczas Southampton's Joiners, 23 września 2005.
Frank Turner szybko pojawił się ponownie na scenie, rozpoczynając solową karierę, wypuszczając mini-album Campfire Punk Rock oraz płytę długogrającą Sleep is for the Week Mocne, rockowe brzmienia, charakterystyczne w twórczości Million Dead zostały zastąpione przez refleksyjne ballady wykonywane przy akompaniamencie gitary akustycznej. Gitarzysta Tom Fowler oraz basistka Julia Ruzicka powołali do życia zespół Who Owns Death TV. Perkusista Ben Dawson obecnie występuje w Palehorse, planując założenie zespołu wraz z Turnerem oraz ludźmi z obsługi technicznej Million Dead.

## Ostateczny skład zespołu
- Frank Turner - śpiew
- Julia Ruzicka - gitara basowa
- Tom Fowler - gitara
- Ben Dawson - instrumenty perkusyjne

## Byli członkowie
- Cameron Dean - gitara (2001-2004)

## Dyskografia
- A Song to Ruin (2003)
- Harmony No Harmony (2005)

## Single iminialbumy
- "Million Dead (First Demo)" (wrzesień 2001)
- "Million Dead (Second Demo)" (czerwiec 2002)
- "Smiling At Strangers On Trains" (luty 2003)
- "Breaking The Back" (sierpień 2003)
- "I Am The Party" (listopad 2003)
- "I Gave My Eyes To Stevie Wonder" (maj 2004)
- "Living The Dream" (marzec 2005)
- "After The Rush Hour" (maj 2005)
- "To Whom It May Concern" (wrzesień 2005)

## Teledyski
- "Smiling At Strangers On Trains" z A Song To Ruin
- "Breaking The Back" z A Song To Ruin
- "I Am The Party" z A Song To Ruin
- "I Gave My Eyes To Stevie Wonder"
- "Living The Dream" z Harmony No Harmony
- "After The Rush Hour" z Harmony No Harmony
- "To Whom It May Concern" z Harmony No Harmony